# 古殿八幡神社
古殿八幡神社（ふるどのはちまんじんじゃ）は、福島県石川郡古殿町山上古殿38にある神社。社格は旧郷社。

## 祭神
- 応神天皇

## 歴史
平安時代後期の康平5年（1062年）、源頼義と義家父子が前九年合戦で苦戦を強いられ、この地に一時撤退した際、京都の男山八幡に戦勝祈願し、勝利することができた。このため、康平7年（1064年）に八幡神社を勧請し、建立されたと伝えられている。
建久年間（1190年～1198年）、鎌倉の鶴岡八幡宮で奉納されている流鏑馬・笠懸を神事として奉納するようになった。
天文18年（1549年）には社殿や別当居宅などが雷による火災に遭い、古文書などをすべて失った。社殿は天文20年（1551年）11月15日に再建された。
1932年（昭和7年）には小林和平作の狛犬が寄進された。

## 祭礼
およそ800年前の鎌倉時代から伝わる笠懸・流鏑馬、例大祭が10月第2日曜日とその前日に行われている。「古殿八幡神社の流鏑馬・笠懸」は福島県重要無形民俗文化財に指定されている。